# Football Club Lubumbashi Sport
Maillots
Actualités
Lubumbashi Sport est un club congolais de football, basé dans la ville de Lubumbashi et fondé en 1926, qui évolue dans le Linafoot,,.

## Histoire
Il est un des premiers clubs de football en république démocratique du Congo mais dans sa catégorie il est le seul qui est jusqu'à présent.

### Historique des maillots
|  |  |  |  |  |  |  |

### Historiques des logo

Actuel logo

## Palmarès
- Coupe du Zaïre[6]
  - Vainqueur : 1980
- EUFLU
  - Vainqueur : 1964, 1974, 1984,1994[7]

## Personnalités du club

### Entraineurs
- 2009-2010 :  Guillaume Ilunga
- 2016 :   Chrysostome Mukendi[8]
- -déc 2020 :  Mutombo Tshota
- déc  2020- :   Mutale Mubanga[9],[10]
- aout 2021 - nov 2021 :  Baylon Kabongolo[11],[12]
- 11 nov-19 nov 2021 :  Etienne Ilunga Mukadi et  Emmanuel Mutale Mubanga[13],[14](intérim)
- 19 nov -déc 2021 :   Joseph N’seka[14]
- avr-oct 2022 :  Joseph N’seka[15],[16]
- 2023 - :  Adel Ousmane

### Présidents
- 2003 :  Edmond Mbaz-a-Mbang[17]
- 2017-2020 :  Edmond Mbaz-a-Mbang[18]
- nov 2020-juil 2021 :  Christian Kasakula[19],[20]
- juil 2021-2023 :  Jean-Claude Kamfwa[11],[21]
- 2023- :  Pitshi Nzonde[22]

## Sponsors et équipements

### Sponsors
- 2003 :  Gécamines[23]
- 2024- :  Gécamines[24]

### Equipements
- 2023-2024 :  Warsey